# Lobau

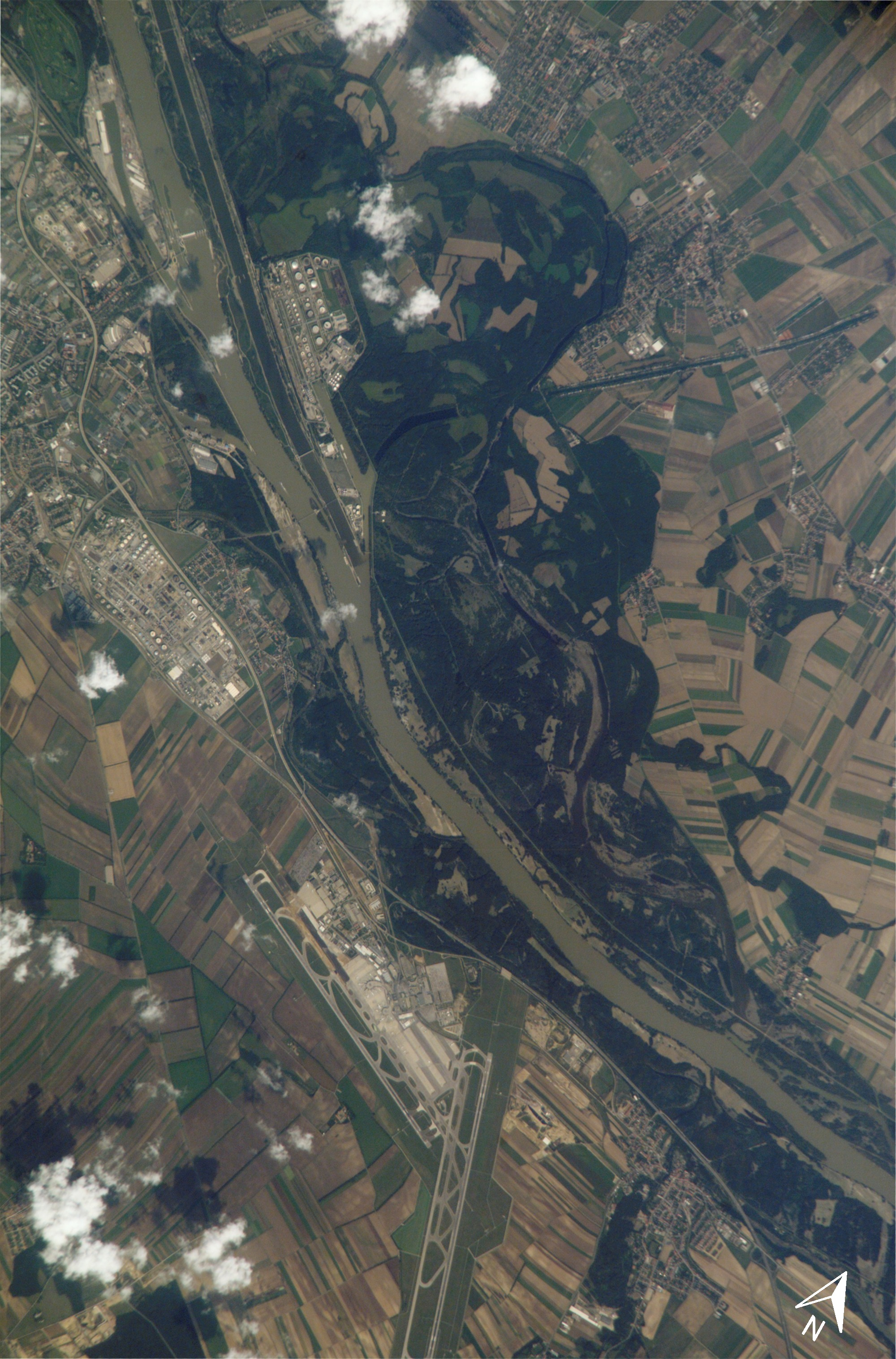
Lobau (la nord de Dunăre) şi aeroportul Schwechat

Lobau este un câmp situat pe malul nordic al Dunării și parțial în Grossenzersdorf, Austria Inferioară. Este considerată o zonă protejată din 1978, iar din 1996 face parte din Parcul Național Lunca Dunării. În prezent este folosit în scopuri recreaționale și include un sit de nudiști. De asemenea, armata austriacă folosește părți din Lobau pentru instrucție. Este mărginit de cartierul Donauinsel.